# السيرة الذاتية مالكوم إكس (كتاب)
نُشرت السيرة الذاتية لمالكوم إكس عام 1965 والتي كانت نتاج تعاون مالكوم إكس مع الصحفي أليكس هالي. شارك هالي في تأليف هذه السيرة حيث جاء بمصادره من الأحاديث الصحفية التي أجريت ما بين عامي 1963 و1965 وهو العام الذي تم فيه اغتيال مالكوم إكس.و هذه السيرة عبارة عن سرد تحول روحاني والتي تُشكل فلسفة مالكوم إكس عن فخر الجنس الأسود، وقومية الزنوج، واتحاد الأفارقة. بعد وفاة مالكوم ألّف هالي خاتمة الكتاب والتي يصف فيها تعاونهم معاً ويُلخص نهاية حياة مالكوم إكس.
في الوقت الذي اعتقد فيه مالكوم إكس والدارسون المعاصرون لنشر الكتاب أن هالي هو المؤلف الاصلي للكتاب، رأى الدارسون العصريون أن هالي مُشارِك أساسي حيث حوى صوت الكاتب-مالكوم إكس-ليُمكِّن القُرّاء من الشعور بأن مالكوم إكس يتحدث إليهم مباشرةً.و لقد أثّر هالي على اختيارات مالكوم إكس الأدبية. فعندما ترك مالكوم إكس حركة «أُمة الإسلام» أثناء تأليفه للكتاب، أقنعهُ هالى بأن يختار أُسلوب «التشويق والدراما» بدلاً من إعادة كتابة الفصول الأولى بشكل جدالي ضد الأمة.علاوة على ذلك، أثرّت رقابة هالي على المخطوط المتضمِّن نصوص معادية لليهود في الأُسلوب الأيديولوجي للسيرة الذاتية مما أدى إلى زيادة شهرة الكتاب ونجاحه التجاري بالرغم من حملة تشويه مالكوم إكس.
بعدما تم نشر تلك السيرة، وصف الناقد التابع لنيويورك تيمز هذا العمل بأنه عمل «لامع، ومؤلم، وكتاب مهم».ففي عام 1967، كتب المؤرخ الأمريكي جون وارد ما يفيد بأنّ هذا الكتاب أصبح مثال للسيرة الذاتية الأمريكية الكلاسيكية. وفي عام 1998، أطلقت مجلة تَيم على السيرة الذاتية لمالكوم إكس لقب «واحدة من ضمن عشر كتب غير روائية واجب قرائتها».أصدر سبَيك لي فيلم مالكوم إكس عام 1992 حيث أتى بمصادره من سيناريو السيرة والذي وُضِعَ من قِبَل جايمس بالدوين وأرنولد بيرل.

## التلخيص
إن هذا الكتاب-السيرة الذاتية لمالكوم إكس-ما هو إلا وصف لحياة المنادي لحقوق الإنسان، مالكوم إكس، والذي لُقِّب بالصغير مالكوم. وُلِد مالكوم إكس عام 1925 وتوفي عام 1965. يبدأ الكتاب بوصف حمل أمه فيه وطفولته التي قضاها في ميتشجان، ثم جاء وفاة والده في ظروف غامضة وتدهور الحالة النفسية لوالدته والذي استدعى إيداعها في مستشفى عقلية. قضى هذا الصغير فترة نضوجه في بوسطن ومدينة نيويورك حيث تورط في جريمة مُنظَّمة مما أدى إلى اعتقاله والحكم عليه بعقوبة السجن لمدة تتراوح ما بين ثمني إلى عشر سنوات وقضى منهم ست أعوام ونصف، بِدأً من عام 1946 وانتهاءً بعام 1952. يخاطب مالكوم إكس-في الكتاب-إيلاج محمد وأمة الإسلام (1952-1963) وتعيينه كمتحدث رسمي باسم المنظَّمة. وثَّق مالكوم كلامه قائلاً أنه ترك أمة الإسلام في مارس 1964 بعد تلاعب إيلاج محمد وقام باعتناق الإسلام السُنّي وحجَّ إلى مكة وبعد ذلك سافر إلى أفريقيا. بعدما تم اغتيال مالكوم إكس في مسرح اُودوبُن بنيويورك في فبراير 1965، لخَّص الصحفي أليكس هالي الأيام الأخيرة من حياة مالكوم إكس بالإضافة إلى وصف إتفاقية العمل على الكتاب بالتفصيل وقد تضمَّن رؤى هالي الشخصية لهذا العمل وكان كل هذا ضمن خاتمة الكتاب.

## الفئة الادبية
تعتبر تلك السيرة سرد تحول روحاني والتي توضح فلسفة مالكوم إكس عن الفخر بالجنس الأسود، قومية الزنوج، واتحاد الأفارقة. إتفق الناقد الأدبي أرنولد رامبرساد ومايكل داينسون، كاتب السيرة الذاتية الخاصة بمالكوم إكس، على أن هذه السيرة تُشبه الطريقة الأغسطينية للسرد الاعترافي. يروي كلاً من كتاب اعترافات أغسطين والسيرة الذاتية لمالكوم إكس حياة الأشخاص المُشار إليهم في الكتابين ويوثِّق الكتابان أيضاً التغيير الفلسفي العميق لمالكوم إكس وأغسطين لأسباب روحانية حيث يصف الكتابان الخداع الذي تعرضوا له مِن قِبَل جماعات دينية كانت أهدافهم موقَّرة في وقت ما. قارن هالي وألبرت إي ستون، الدارس للسيَّر الذاتية، هذا السرد باُسطورة آيكراس. اقترح المؤلف بول جون إياكن والكاتب أليكس جيليسبي أن يعتمد جزء من القوة البلاغية للسيرة على «رؤية الرجل الذي فاق نجاحه الجليّ إمكانات السيرة الذاتية التقليدية التي قصدَ كتاباتها»، وبذلك تم تدمير «وهم كمال ووحدة الشخصية».

## الإنشاء
اشترك هالى في تأليف السيرة الذاتية لمالكوم إكس وقام بتحديد الوظائف الأساسية للكاتب الخفى وناسخ السيرة، الكتابة، التأليف، وتحرير السيرة الذاتية وجاء بمصادرة من أكثر من خمسون حوار شخصى قام بهم مع مالكوم إكس ما بين عام 1963 وعام1965 – العام الذي اغتيل فيه مالكوم إكس. تقابل الاثنان لأول مرة عام 1959، عندما كتب هالي مقالة عن أمة الإسلام لمجلة Reader's Digest، ومرة أخرى عندما حاور هالي مالكوم إكس لتُنشر في مجلة Playboy عام 1962.
في عام عام 1963، طلبت شركة Doubleday للنشر من هالى ان يكتب كتاب يحكى فيه قصة حياة مالكوم إكس. كتب هارولد بلوم، الكاتب والناقد الأمريكى، قائلاً أنه " عندما فاتح هالى مالكزم في هذا الموضوع، بادله بنظرة إجفال.." وقال هالى كانت هذه مره من مرات قليلة أجده هكذا غامضاً" بدأ مالكوم وهالى عملهم على السيرة الذاتية – والذي بدأ بجلسات حوار شخصى مسغرقة ساعتين وثلاث ساعات، منعقدة بأستديو هالى في قرية Greenwich.
.استطرد بلوم قائلاً«كان مالكوم ناقداً لطبقة هالى المتوسطة ومعتقداته الدينية وخدمته للجيش الأمريكى لمدة عشرين عاماً»
- عندما بدأ العمل على الكتاب عام 1963، بدأ تثبيط عزم هالى يزداد كلما تحدث مالكوم عن إيلاج محمد وأمة الأسلام. ذكره هالى بأن الكتاب من المفترض أن يكون عن مالكوم إكس وليس إيلاج محمد أو أمة الأسلام مما أغضب مالكوم. وأخيراً تمكن هالى من تغير إتجاه الحوارات ليكون عن حياة مالكوم وكان ذلك بعدما سأل مالكوم عن والدته:
قلت «يا سيد مالكوم، هل يمكنك اخبارى بشئ متعلق بوالدتك؟» ولن أنسى أبداً كيف توقف كأنه تدلى كدمية متحركة. وقال «أتذكر نوع الفساتين التي أعتادت لبسها؛ كانوا رمادى اللون وباليين». وبعد ذلك تمشى قليلاً وقال: «أتذكر كيف كانت دائماً تنحنى على الفرن لتعد لنا الطعام من القليل الذي نملكه» وكان ذلك بداية تمشيه حيث تمشى بدءاً من الليل وحتى قرب الفجر.
```
بالرغم من أن هالى ظاهرياً هو الكاتب الخفى للسيرة الذاتية اعتبره الدارسين العصريين كمشارك هام وجوهرى والذي تظاهر بأنه خفى في تأليف العمل.
[
17
]
 لم يظهر هالى صوته متعمداً حيث عقد إتفاقية تنص على تقييد حرية اختياراته التأليفية وذلك حتى يكون العمل متسماً بالنقل الحرفى.
[
18
]
 ومع ذلك اعتبر مانيثج ماربل، كاتب سيرة مالكوم إكس الذاتية، أن رأى هالى هذا كمؤلف خفى ما هو إلا بناء سردى متعمد للدارسين الزنوج الذين أرادوا رؤية الكتاب كإبداع فريد لقائد حرك وشهيد.
[
19
]
 حاول ماربل ان يبرهن على ان التحليل النقدى للسيرة أو العلاقة بين مالكوم اكس وهالى لا تدعم الهدف من الكتاب؛ ولكنه أستبدل ذلك بوصفه لها كتعاون.
[
20
]
```

إن مشاركة هالى في هذا العمل جدير بالذكر وذكر العديد من الدارسين كيف يتميز العمل في بحث ساهم فيه اياكين، ستون، ودايسون كتب الباحث في الجوانب النفسية المتعلقة بكاتب السير الذاتية، يوجين فيكتور وولف شتين، أن هالى أدى الواجبات الشبه نفسية والتي أشار اليها الطبيب النفسى والمعترف الروحانى فرويد. اقترح جيليسبى ووافقه وولف شتين على أن السرد كان عملية تحول والتي حثت على فحص أفكار مالكوم وتغيره الشخصى.
جرب هالى حرية الاختيار وكان مالكوم إكس هو موجهه في الاختيارات البلاغية والأسلوب النقدى وألف الكتاب. في خاتمة السيرة، وصف هالى الإتفاقية التي عقدها مع مالكوم إكس والذي طالب بأن " لا يحوى الكتاب شئ لم أقوله وألا ينقص شئ أردته ان يكون متضمن " ولذلك كتب هالى ملحق للعقد والذي يشير إلى الكتاب بأنه رواية " كما رويت". في الإتفاقية، نال هالى " حق ممنوح " حيث قال:" لقد طلبت منه السماح –و نلته- بأن أكتب تعليقات شخصية في أخر الكتاب ولن تكون موضع مراجعة. وأصبحت هذه التعليقات مقدمة كتاب السيرة الذاتية والذي كتبه هالى بعد وفاه مالكوم.

### تقديم السرد
في كتاب «مالكوم إكس: السيرة الذاتية»، اختبر الكاتب والأستاذ جون إدجار وايدمان المناظر الطبيعية الموجودة بالسيرة. قال وايدمان إن هالي ككاتب كان يحاول إرضاء «ولاء متعدد» لمالكوم، ناشر الكتاب، «أجندة المحرر»، ولنفسه. يُعد هالي مساهم مهم في شهرة السيرة الذاتية كما ذكر وايدمان. قدم وايدمان شرح «التسوية المحتومة» لكُتّاب السيّر وتجادل حول إمكانية السماح للقُرآء بإقحام أنفسهم في السرد النفسي الاجتماعي حيث أن صوت كلا الكاتبين لم يكن قوي كما وجب أن يكون. سرد وايدمان تفاصيل مآزق واجهها هالي أثناء كتابة السيرة الذاتية:«أنت تُحضِّر كثير من الشهادات ولذلك فأنت حتمياً مُعرّض للشبهة. يقول الرجل ثم تستمع أنت بدون تدوين ملاحظات، الأولى شبهة ويمكن أن تصل لحد الخيانة. يمكن أن تكون قد حاولت أن تعيد صياغة تجربتك الخاصة بسماع كلمات الرجل وجهاً لوجه وبررت ذلك للقارئ من خلال استخدام أسالسب ووسائل عديدة. إن صوت سرد الرجل يمكن أن يُمثله مجموعة مفردات، ترتيب كلمات الجملة، استخدام لغة مجازية، استخدام وسائل بيانية من مختلف الأنواع- علامات تنصيص، علامات ترقيم، فوارق خطيّة، زغرفة بصرية، علامات ترمز إلى طبعة مماثلة في الكلام- إقحام عام، جملة اعتراضية، القَطع الناقص، العلامة النجمية، هامش طباعة مائلة، شُرَط.»
أضاف وايدمان مُعلقاً على موضوع السيرة أن قوة هالي التأليفية يبدو عليها الغياب: «فعل هالي الكثير ولكن بقليل من الجدل... بطريقة يبدو عليها البدائية، أخفى هالي الاختيارات المعقدة، إنها لسيطرة صامتة للوسيلة.» صرّح وايدمان بأن هالي قد كتب موضوع السيرة الذاتية مُتّبعاً طريقة مالكوم إكس في الاختيار وأن المقدمة ما هي إلا امتداد للسيرة نفسها، فقد أعطى له مالكوم كارت بلانش لكتابة الفصل. ووصف صوت هالي بالترتيبي مما أدى إلى إنتاج نص مكتوباً بغسم مالكوم إكس فيما بدى أنه كُتِب بدون مؤلف. إن صوت هالي الثانوي في السرد يسمح للقارئ أن يشعر بأن مالكوم يتحدث إليهم مباشرةً وبشكل متواصل. إن هذا الأسلوب الترتيبي-في نظر وايدمان- كان اختيار هالي التأليفي: «منح هالي مالكوم السلطة الاستبدادية للمؤلف، مُتحدث مُحرَّر كان حضوره ممتزجاً بمخيلات قارئ القصة المروية.»
في «اشتراك اثنان في إبداع واحد: قرار الاشتراك في السيرة الذاتية الحالية للزنوج: أوسي جافي، نات شو، ومالكوم إكس»، تناقش ستون حول لعب هالي «دور فعَّال» في «استرداد الهوية التاريخية» لمالكوم إكس. ذكَّر ستون القُرَّاء أن هذا التعاون هو محاولة تعاونية تتطلب أكثر مما يعطيه نثر هالي فقط، «مُقنع ومُترابط» كما ينبغي.
و قال مُضيفاً أنه بالرغم من أن مهارة الكاتب وتخيلاته وحدَّت الكلمات والصوت في سرد مُقنع ومُترابط، لا يمتلك الكاتب الحقيقي-هالي- رأسمال من الذكريات ليعتمد عليها: إن ذكريات مالكوم وتخيلاته هما المصادر الحقيقية للقصة المُرتَّبة كما كان لهم دور نقدي بعدما انتهوا من كتابة النص. من أين جاءت المصادر وما محتواها هما شيئين منفصلين ولكن ذوو قيمة متساوية.
رأى ستون-و أيده وايدمان- أن مصدر نص السيرة الذاتية والمجهودات المبذولة فيها لتحويلها لسرد عملي هو شيء بارز وبقيمة متساوية في الاشتراك الذي أنتج السيرة الذاتية. على الرغم من أن مهارات هالي ككاتب له تأثير كبير على شكل السرد، كما كتب ستون، فقد تتطلب «امتلاك مالكوم لذاكرة قوية ومخيلة» لإنتاج سرد يمكن تطويعه.

### تعاون مالكوم إكس وهالى
أخذت مشاركة مالكوم إكس وهالي محاور عدة؛ كان تحرير، مراجعة، وتأليف السيرة الذاتية تصارع قوى رجلين متنافسين في الأفكار المتعلقة بالشكل النهائي للكتاب. قال رامبرساد أن هالي بذل قصارى جهده ليعرض كيف سيطر مالكوم على علاقتهم وحاول أن يتحكم «بإنشاء الكتاب». أضاف رامبرساد مُعلقاً أن هالي كان مدرك أن الذاكرة انتقائية وأن السيَّر الذاتية «هي تصورات في العمل الروائي»، كما أنها كانت مسؤليته ككاتب سيرة أن يختار مصادر مبنية على اجتهاده التأليفي. علق أيضاً أن الشكل السردي الذي صنعه هالي ومالكوم إكس هو نِتاج رواية حياتية «مشوهة وغير دقيقة» بسبب «عملية الاختيار» ولعل الشكل السردي كان في الحقيقة موحي أكثر من السرد نفسه. وصف هالي العملية المستخدمة لتحرير النسخة الخطية وذلك بإضافة أمثلة محددة عن كيفية تحكم مالكوم إكس في اللغة وكان ذلك ضمن خاتمة الكتاب.
كتب وايدمان قائلاً أنه بينما كان هالي يذُعن في النهاية لإختيارات مالكوم إكس للكلمات أثناء تأليف الكتب وأضاف: «إن كتابة سيرة أو سيرة ذاتية... تعني أن وعد هالي لمالكوم بأن يكون راوي محايد كانت طريقة للتخفي، وليس لإزالة حضوره التأليفي». لعب هالي دوراً مهماً في إقناع مالكوم إكس لئلا يعيد تحرير الكتاب كمجادلة ضد إيلاج محمد وأمة الإسلام في الوقت الذي امتلك فيه هالي معظم المصادر التي سيحتاجها لتكملة الكتاب وتوكيد قوته التأليفية حينما تسبب «تمزُّق نسيج البناء» الخاص بالسيرة الذاتية في «انقلاب تصميم» النسخة الخطية مما أدى إلى خلق أزمة سردية والذي كان نتيجة انشقاق-خلقه مالكوم إكس في حديثه-عن إيلاج محمد وأمة الإسلام. وصف هالي تلك الحادثة في خاتمة الكتاب قائلاً: أرسلت لمالكوم إكس بعض الفصول الأولية لمراجعتها. وشعرت بالفزع في اللحظة التي إسترجعتهم فيها، كان هناك كثير من المناطق الموسومة بالحبر الأحمر حيث يسرد فيها علاقته بإيلاج محمد والتي تشبه علاقة الأب بإبنه. وعند الإتصال بمالكوم إكس، ذكَّرته بقراراته السابقة وشددت على أنه إذا تضمنت هذه الفصول مثل هذه الرسالة السابقة لأوانها، فإن الكتاب سوف يفقد تشويقه ودرمته تلقائياً. ردَّ مالكوم إكس بشكل حاد قائلاً: «لمن هذا الكتاب؟» فأجابته: «كتابك بالطبع»، ولكني اعترضت بما تخوله لي مكانتي ككاتب. وفي وقت متأخر من الليل، إتصل بي مالكوم إكس قائلاً: «أنا آسف، كنت على صواب.كنت فقط مُتضايقاً من شيء. إنسَ ما أردت تغيره واكتب ما كنت تريده». وكانت هذه المرة الأخيرة التي أعطيه فيها فصول ليراجعها إلا إذا كنت برفقته. وكنت أراقبه كثيراً أثناء القراءة وهو ممتعض ولكن لم يطلب مني أن أغير شيء مما قاله مُسبقاً.
إن تحذير هالي لمالكوم بتجنب «استباق الأحداث للقراء» ونصيحته بشأن «بناء التشويق والدراما» قد دلَّ على مجهوداته للتأثير على محتوى السرد والتأكيد على قوته التأليفية عند إذعانه في النهاية لاجتهاد مالكوم إكس. أكد هالي-في القطعة السابقة- على حضوره التأليفي، مُذكِّراً مالكوم أنه-ككاتب- يملك مخاوف متعلقة بالسرد. قال إياكن: «بسبب هذه الرؤية المعقدة المتعلقة بوجوده والتي ليست واضحة في الفصول الأولى من السيرة الذاتية، اضطر أليكس هالي ومالكوم إكس أن يواجهوا عواقب الفجوة بمنظور سردي». بعدما فكر مالكوم إكس في هذه الأزمة، قرر لاحقاً الموافقة على اقتراح هالي.
بينما تجادل مارابل حول أن مالكوم إكس هو مُراجِع نفسه، فقد أشار إلى أن دور هالي التعاوني في تشكيل السيرة الذاتية كان بارزاً. أثَّر هالي على مسار السرد ونبرته مع بقاءه «مُحافظاً على كلمات وتراكيب عبارات مالكوم إكس». كتب مارابل أن هالي قد وضع مئات الجمل في فقرات«ونظَّمهم في قِطّع موضوعية». وقد قال الكاتب ويليم إل. أندروز: إستُخرِج السرد من لقاءات هالي مع مالكوم، وعند قراءة مالكوم لنسخة هالي الخطية، يضع ملاحظات وأحياناً تغيرات جوهرية منصوص عليها، على الأقل في الأجزاء الأولى من النص. وحسب رواية هالي، فإن تنازل مالكوم عن سلطة الكاتب الخفي قد بدأ في الازدياد مع تقدُّم العمل، فكان جزءاً منه بسبب عدم ترك هالي الفرصة لمالكوم ليقرا فيها النص الخطي إلا في وجوده ليدافع ما كتبه، والجزء الآخر هو بسبب أن مالكوم إكس قد نأى بنفسه عن السماح لأفكار هالي المتعلقة بأسبقية سرد القصة عن رغبته لإدانة أولئك الذين كان يبجلهم ذات يوم.
تجادل أندروز حول توسيع دور هالي لأن مالكوم إكس أصبح أقل وجوداً في تحكمه بالنسخة الخطية وأن «مالكوم إكس قد تخلى في النهاية» عن السماح «لأفكار هالي حول سرد القصة المؤثر» بأن يشكل السرد. راجع مارابل «المواد الخام» للنسخة الخطية من السيرة الذاتية والتي أودعتها كاتبة سيرة هالي، أنْ رومان، وو صفت عنصر نقدي خاص بالتعاون وهو وسيلة هالي في الكتابة لينتزع صوت مالكوم بطريقة صحيحة. إنه نظام مفكك لاستخراج المعلومات والتي تتضمن ملحوظات على قصاصة ورق، لقاءات متعمَّقة، ومناقشات «حرة» طويلة. كتب مارابل أن «مالكوم يملك عادة الملحوظات المتعجلة عندما يتحدث». كان يمكن أن «يحتفظ هالي بهذه الملحوظات المتعجلة» ويعيد ترتيبها في شكل subrosa محاولاً توحيد «انعكاسات عقل مالكوم إكس الباطن» في «سرد طيِّع». إن هذا هو مثال هالي للتشديد على القوة التأليفية أثناء كتابة السيرة الذاتية، مشيراً إلى أن علاقتهم كانت مشحونة بنضال. إتفق وايدمان ورامبرساد مع وصف مارابل لعملية كتابة هالي.
إن توقيت التعون يعني أن هالي قد احتل مكانة مواتية ليوثِّق تجارب تحويلات مالكوم المتعددة وتحديه ليشكلهم في سرد متماسك طيِّع.قال دايسون أن التغيرات العميقة الشخصية، الفكرية، والأيديولوجية... قادته ليرتب الأحداث التي حدثت في حياته ليدعم التحول والانمساخ الأسطوري«. تحدث مارابل عن عوامل الناشر الممزوجة وتأثير هالي التأليفي، بحيث وجدت قِطَع تؤيد النزاع الذي حدث عندما اعتقد مالكوم إكس أن هالي كاتب خفي، في الوقت الذي غاب فيه علم مالكوم إكس أو إظهار موافقته بينما كان هالي في الحقيقة مجرد مشارك في التأليف:» بالرغم من أن مالكوم إكس لم يعلن موافقته الأخيرة على النص الهجين، لم يكن سري للعمليات التحريرية الحقيقية التي وضِعَت من قِبَل هالي. احتفظ مكتب الكونجرس بالإجابات. تحتوي هذه المجموعة على أوراق المحرر التنفيذي الخاص بشركة Doubleday آنذاك، كينيث ماكورميك، التي عملت مع هالي لأعوام عدة حتى اُنشئت السيرة الذاتية. وفي أوراق رومان، وجِدَت دلائل أخرى على تسجيل خاص للأحداث مع ماكورميك عن العملية الشاقة لتأليف الكتاب. كما كشفوا عن محامين عدة احتفظت بها وأدارتها Doubleday وفحصت فصول كاملة عن النص الجدلي عام 1964. كان هالي قلق حيال ما رآه من معاداة مالكوم إكس للسامية. ولذلك فقد أعاد كتابة نصوص معينة لُظهر عدداً من الجمل السلبية عن اليهود- وكان هذا ضمن النسخة الخطية-بهدف بيِّن خفيّ «ليأخذهم بعيداً عن مالكوم إكس» وذلك بدون علم مالكوم أو موافقته. وهكذا بدأت رقابة مالكوم إكس قبل اغتياله.
قال مارابل أن النص المنتج كان مختلفاً أيديولوجياً وأوسلوبياً عما كان سيكتبه مالكوم إكس بدون تأثير هالي. وهو يختلف أيضاً مما قيل في اللقاءات بين هالي ومالكوم إكس.

### صناعة الاسطورة
في كتاب «صناعة مالكوم: الأسطورة ومعنى مالكوم إكس»، انتقد دايسون المؤرخين وكُتاب السيّر في ذلك الوقت لتغيرهم هدف السيرة الذاتية كسرد فائق من قِبَل مالكوم إكس «الأسطوري» بدون أن يفحصوا الأفكار التي ما بين السطور. ولأن كثير من دراسات السّر التي أجريت على سيرة مالكوم إكس قد كتبها مؤلفون ذو بشرة بيضاء. يعتقد دايسون أن قدرتهم على «تأمل خبرة سمراء» يُرتابُ فيها. يقول دايسون ان السيرة الذاتية لمالكوم إكس تعكس كلاً من هدف مالكوم في سرد قصة حياته للإستهلاك الجماهيري وعرض أيديولوجيات هالي السياسية. أضاف دايسون: «السيرة الذاتية لمالكوم إكس... قد إنتُقدت لتجنب أو تشويه بعض الحقائق. في الحقيقة، إن السيرة الذاتية تعتبر كوثيقة تثبت إبداع هالي في تشكيل مخطوط كما أنه تسجيل لمحاولة مالكوم لرواية قصته».
قال رامبرساد أن هالي قد فهم السيرة الذاتية «كعمل روائي». في لون عيونه: مالكوم في نظر بروس بيري ومالكوم في نظر مالكوم«، انتقد رامبرساد سيرة بيري،» مالكوم: حياة رجل غيَّر أمريكا السوداء«، وجعل النقطة العامة هي أن كتابة السيرة الذاتية جزء من سرد زنوج القرن العشرين ونتيجة لذلك فإنه» لا يجب أن يؤخذ على المحمل اللفظي دون تحقق«. إن السيرة الذاتية، في نظر رامبرساد، هي عن علم النفس، الأيديولوجية، تحول سردي، وعملية صناعة الأسطورة.» أدرج مالكوم فيها مصطلحات فهمه للشكل حتى ولو كان غير ساكن، وحتى الشكل الغادر الخفي، وشوَّه أوجه محددة من رحلة معرفته. وليس هناك مالكوم لم يتأثر بالشك أو بالرواية، فمالكوم مالكوم ما هو إلا اختلاق؛ «الحقيقة» الخاصة به هي «شيء يستحيل معرفته». أضاف رامبرساد أنه منذ اغتيله عام 1965، أصبح مالكوم إكس تعبير عن «رغبات معجبيه، الذين أعادوا تشكيل الذاكرة، التدوين التاريخي، والسيرة الذاتية كما يتمنوا، أو بمعنى آخر، كما أرادوا أن يروه». قال رامبرساد أن كثير من معجبي مالكوم إكس رأوا «الشخصيات الكاملة والمحببة لهم» مثل مارتن لوثر كينج، دجر. ودبليو. إيه. بي. دو بوا غير ملائمين ليمثلوا الجنس الأسود في كفاحه ضد الاضطهاد، «بينما كان مالكوم يُرى كإله للعراقة السوداء... هو البطل المثالي، حكمته منتهاة وشجاعته لا مثيل لها وتضحيته لا نظير لها». أضاف رامبرساد أن التابعين هم الذين ساعدوا في تكوين أسطورة مالكوم إكس.
كتب المؤلف جو وود: "جعلت السيرة الذاتية من مالكوم إكس أيقونة مرتان، ليس مرة واحدة. فمالكومها الثاني-جزء الحاج مالك الشباز الأخير- هو قناع بدون أيديولوجية واضحة، فهي ليست إسلامية بشكل واضح أو قومية بشكل واضح أو حتى غنسانية بشكل واضح. مثل أي أيقونة أو قصة محاكاة جيداً، كان القناع دليل على إنسانية مالكوم النابع من روحه الإنسانية القومية. ولكن يخفي القناعان قدر ما يُظهروه. فالقناع الأول كان قناع القومية التي رفضها مالكوم قبل الانتهاء من الكتاب، وكان الثاني فارغ ومتوفر.
إن جزء من السيرة الذاتية يدور حول تشكيل هالي ومالكوم إكس للرواية عن شخص كامل-حسب رواية إياكن. كتب ستون أن وصف هالي لتكوين السيرة الذاتية تشير بوضوح إلى أن هذه الرواية "مُضلة في حالة مالكوم إكس"؛ فكلاً من هالي والسيرة الذاتية نفسها كان "خارج الطور" مع "حياة وهوية" مالكوم إكس. كتب دايسون: "قال لويس لوماكس أن مالكوم أصبح ‘مُطبِّق للدمج العنصري الذي تعوزه الحماسة‘. قال جولدمان أن مالكوم كان ‘يرتجل‘، حيث أنه اعتنق ونبذ بعض الاختيارات الأيديولوجية أثناء مسيرته. أكد كليج وتشاكا أنه قد بقى رجل أسود، قومي، ثوري. وأكد كون أنه أصبح ‘دوُلي بنزعة إنسانية‘. كتب مارابل أن مالكوم إكس أصبح ‘مدوَّن كدوُلي‘ و‘قومي أسود‘ في نهاية حياته، وليس مطبِّق للدمج العنصري، مع ملاحظة أن ‘ما وجدته في بحثي يعتبر إتصالية أكثر منها فجوة‘.